# Babići (gmina Kaštelir-Labinci)
Babići – wieś w Chorwacji, w żupanii istryjskiej, w gminie Kaštelir-Labinci. W 2011 roku liczyła 75 mieszkańców.